# Экслибрис. Нью-Йоркская публичная библиотека
Экслибрис. Нью-Йоркская публичная библиотека (англ. Ex Libris: The New York Public Library) — документальный фильм 2017 года о Нью-Йоркской публичной библиотеке, снятый Фредериком Уайзманом.
Фильм участвовал в 74-м Венецианском кинофестивале, на котором получил приз ФИПРЕССИ.

## Сюжет
Фильм был снят в нескольких отделениях Нью-Йоркской публичной библиотеки (в основном — в главном здании на Пятой авеню) и состоит из отдельных эпизодов библиотечной жизни и встреч с различными людьми — от пожарного и Ричарда Докинза до начальника библиотечного филиала. Обсуждаются различные стороны работы библиотеки, в том числе бюджет, переход на электронные носители и другие вопросы, при этом фильм последовательно напоминает зрителям, что библиотеки уже давно не только предоставляют доступ к книгам, но также служат учебными центрами, местом для встреч, дают возможность оставить под присмотром детей и так далее.

## Критика
Фильм получил в основном положительные отзывы со стороны критиков. По оценке агрегатора Metacritic, фильм получил 91 балл из 100 на основе 22 обзоров.
По мнению обозревателя газеты Коммерсантъ, Уайзман снял фильм «о способах познания мира», «Экслибрис…» это «фильм о доброжелательном любопытстве, которое противостоит агрессивному невежеству». Критик из The New York Times считает, что «Экслибрис…» это один из самых захватывающих и величайших фильмов Уайзмана за всю его «выдающуюся карьеру»